# Combat Lynx
Combat Lynx — компьютерная игра в жанре авиасимулятор, разработанная компанией Durell Software и выпущенная в 1984 году для платформ Commodore 64 и ZX Spectrum. В 1985 году были выпущены версии для Amstrad CPC, BBC Micro и Electron. Игрокам предлагается управлять вертолётом Westland Lynx, выполняя задачи по обороне баз и войск, а также уничтожению вражеских сил. При разработке Combat Lynx компания Durell Software Ltd. сотрудничала с Westland Helicopters — производителем реального вертолёта Lynx.

## Геймплей
В Combat Lynx игроки управляют вертолётом Lynx на трёхмерном поле боя, создаваемом случайным образом. Игра сочетает элементы авиасимулятора со стратегическими задачами, требуя от игроков эффективного использования ресурсов, обороны баз и выполнения боевых заданий. Поддерживаются различные способы управления: два джойстика, комбинация джойстика и клавиатуры или только клавиатура. Игра задействует около 30 клавиш, большинство из которых можно переназначить.
Игроки видят вертолёт с хвоста, а пейзаж прокручивается под ним. Вертолёт может лететь в любом направлении, зависать, подниматься и снижаться. На экране отображаются приборы, окружающая местность и показатели высоты, скорости, запаса топлива и состояния вооружения. Местность показана с одной из сторон света. Если игрок поворачивает вертолёт более чем на 45 градусов, экран на короткое время затемняется, после чего ландшафт перерисовывается с нового угла обзора.
В бою против вражеской техники, такой как танки, истребители и другие цели, можно использовать разнообразное вооружение, включающее реактивные снаряды, пулемёты, орудия, противотанковые ракеты, ракеты «воздух-воздух» и мины. Выбор оружия и стрельба осуществляются при помощи джойстика и клавиатуры, при этом некоторые виды вооружения требуют наведения вручную, тогда как другие, например, ракеты с тепловым наведением, автоматически захватывают цель.
Игрокам необходимо следить за состоянием нескольких баз, обеспечивая их топливом, оружием и персоналом, доставляемыми с главной базы. Количество баз варьируется от трех до шести в зависимости от выбранного уровня сложности. Базы нуждаются в защите от вражеских атак, и если все базы захвачены противником или все три вертолета уничтожены, игра заканчивается.
Между миссиями игроки могут вооружить и оснастить свой вертолет, используя меню снаряжения. Игра отображает трехмерные каркасные схемы Lynx, отображая выбранные предметы, их количество и вес. Игрокам необходимо сбалансировать нагрузку с учетом максимальной грузоподъемности вертолета.
Ключевую роль в стратегическом планировании играет карта разведданных, которую можно вывести на экран для просмотра расположения сил противника и союзников на поле боя, а также рельефа местности. Карта разделена на секторы и обновляется с определенной периодичностью, однако противник может перемещать свои позиции в промежутках между обновлениями. При просмотре карты вертолет продолжает движение, и игрок должен быть осторожен, чтобы избежать крушения.
В игре четыре уровня сложности, влияющие на количество баз, вражеской техники и точность ракет. Игроки получают оценку эффективности, которая зависит от числа уничтоженных баз и техники противника, потерянной союзной техники, использованных боеприпасов, а также количества и ценности пораженных целей. Результаты заносятся в таблицу достижений.

## Восприятие
| Иноязычные издания    | Иноязычные издания |
| Издание               | Оценка             |
| --------------------- | ------------------ |
| Amstrad Computer User | [ 3 ]              |
| Crash                 | 88 %               |
| CVG                   | 30/40              |
| Sinclair User         | 8/10               |
| Amtix                 | 83%                |
| Your Spectrum'        | 6/15               |
| Награды               |                    |
| Издание               | Награда            |
| Crash                 | Smash!             |

Combat Lynx была встречена в основном благосклонными рецензиями современных ему игровых изданий. Ряд рецензентов обратил внимание на необычное сочетание в игре экшена и элементов стратегии. В журнале Crash отмечалось, что «в игру, несомненно, можно играть как в обычный шутер… или же как в игру, требующую хитрой стратегии».
Хорошо были оценены графика игры и её трёхмерные визуализации. Crash одобрил инновационное использование контурных линий для создания 3D-графики, назвав этот подход «более действенным, чем простая 'иллюзия' 3D». Amstrad Computer User отметил, что «ландшафт красиво проявляется вдалеке, а наземные объекты увеличиваются и уменьшаются с изменением расстояния». Тем не менее, Your Spectrum подверг критике механизм обновления экрана при поворотах, охарактеризовав его как «необычный» и способный вызвать дезориентацию.
Сложность управления и крутая кривая обучения стали предметом критики рецензентов. Computer and Video Games отметил, что «управление очень сложное — но не невозможное для освоения», посоветовав игрокам «потратить время на чтение исчерпывающих инструкций». Sinclair User предположил, что игра может быть «слишком похожа на симулятор» для некоторых игроков и потенциально «утомительна» для любителей аркадных игр из-за «отсутствия мгновенного драйва».
Несмотря на первоначальную сложность, некоторые рецензенты сочли игру стоящей после её освоения. Amtix отметил: «Как только вы овладеете управлением, вы сможете по-настоящему насладиться Combat Lynx», высоко оценив её «профессиональный и отполированный вид». Crash заключил, что игра предлагает «отличное соотношение цены и качества» и «обеспечит многие часы развлечения» для любителей стратегических игр.
Версия для Amstrad получила более высокие оценки, причём Amtix назвал её «лучшей» среди версий для других компьютеров.